# Amt Höchst

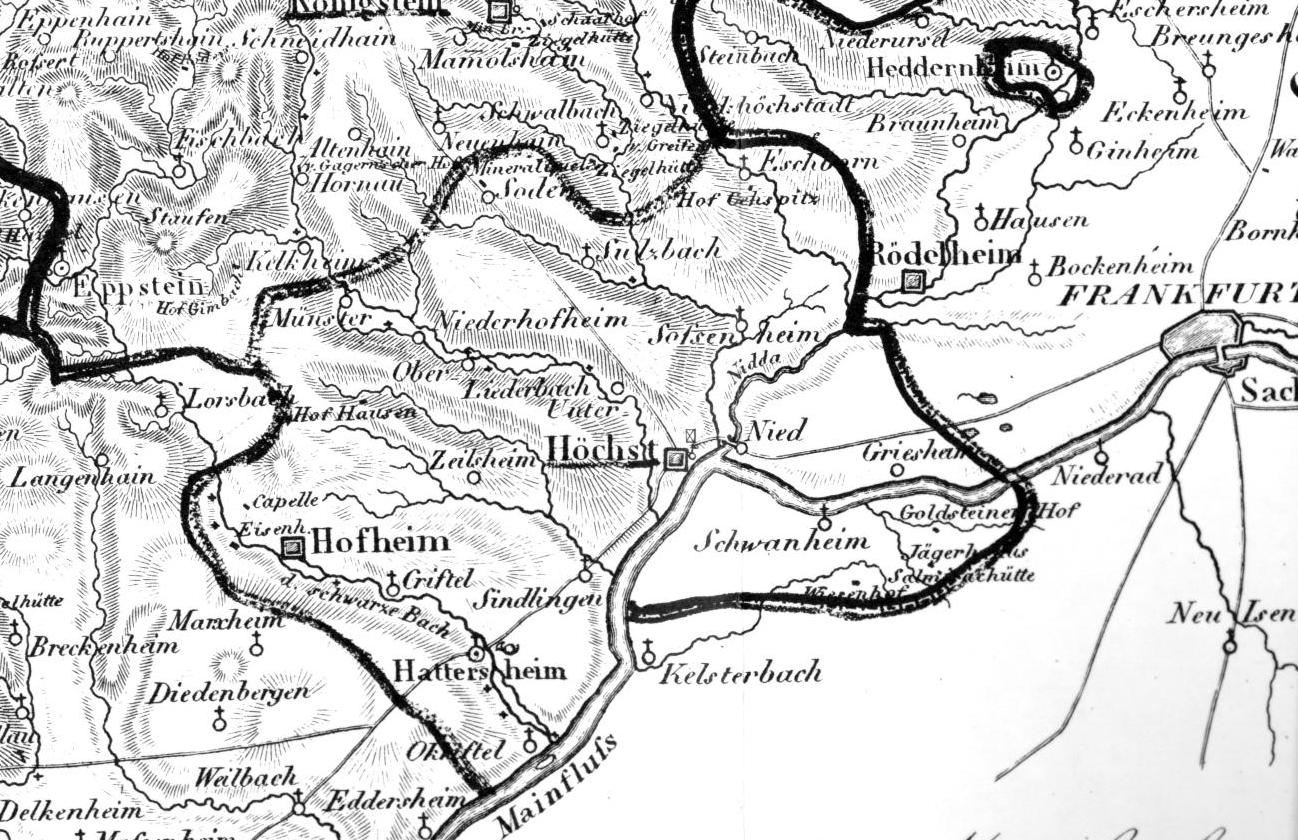
Karte des Amtes Höchst 1828

Das Amt Höchst (zeitweise auch Oberamt Höchst oder Amtsvogtei Höchst) war bis 1803 ein kurmainzisches, von 1803 bis 1806 ein Nassau-Usinger Amt im Heiligen Römischen Reich. Sowie von 1806 bis 1866 ein Herzoglich Nassauisches Amt mit Amtssitz Höchst am Main. Die Ämter hatten neben Verwaltungsaufgaben auch die Niedere Gerichtsbarkeit inne bzw. dienten später als erstinstanzliches Gericht. An ihrer Spitze stand ein vom jeweiligen Herrscher eingesetzter Amtmann.

## Geschichte

### Kurmainz
1398 umfasste das Amt Höchst das Schloss Höchst und die Dörfer Sossenheim und Breitenloch und wenig später auch Schwanheim. 1474 bzw. 1485 kamen Frankfurt-Nied und Griesheim zum Amt Höchst hinzu, 1579 Astheim, 1608 Sindlingen, Wicker und Weilbach.
1781 wurde das Oberamt Höchst mit dem Oberamt Königstein und dem Amt Hofheim zusammengefasst. Das so vergrößerte Oberamt Höchst umfasste die Amtsvogtei Höchst, die Amtsvogtei Hofheim, die Amtsvogtei Königstein, die Amtsvogtei Eppstein und die Amtsvogtei Oberursel.

### Nassau-Usingen
Mit der Huldigung des Fürsten von Nassau-Usingen durch die Einwohner der Ämter Höchst, Hofheim und Oberursel am 2. Dezember 1802 geht das Amt im Vorgriff auf die Beschlüsse des Reichsdeputationshauptschlusses 1803 auf Nassau-Usingen über.
Infolge des Reichsdeputationshauptschlusses wurde Nassau-Usingen 1803 als Ersatz für durch Napoleonischen Kriege verlorenen Gebiete unter anderem das Amt Höchst zugeteilt. Die Amtsvogtei Höchst umfasste zu diesem Zeitpunkt folgende Orte: Höchst, Nied, Griesheim, Schwanheim, Sindlingen, Sossenheim, Weilbach, Wicker sowie Gundhof, Klaraberg, Mönchhof und Wiesenhof.

### Herzogtum Nassau
Im Jahr 1806 entstand unter Druck Napoleons der Rheinbund und besiegelte das Ende des Heiligen Römischen Reiches. Nassau-Usingen und Nassau-Weilburg traten dem Rheinbund bei. Im Gegenzug dafür erhielt Friedrich August, der Älteste des Hauses Nassau, den Titel eines souveränen Herzogs von Nassau. Die beiden Herrscher entschieden, die beiden Territorien unter dem gemeinsamen Namen Herzogtum Nassau zusammenzulegen. Im Jahr 1806 erwirbt das Herzogtum Nassau noch das Reichsdorf Niederhofheim mit dem Hof Hausen vor der Sonne, Soden und Sulzbach, die dem Amt Höchst angegliedert werden.
In den Jahren von 1806 bis 1813 erfolgte eine Reihe von Veränderungen der Ämterstruktur. Die Ämterreform von 1810 führt dazu, dass das Amt Hofheim aufgelöst und dem Amt Höchst zugeschlagen wird. Sulzbach und Soden werden an das Amt Cronberg abgegeben. Das Amt Wallau übernimmt Wicker und Weilbach und gibt dafür Niederhofheim, Okriftel und Ober- und Unterliederbach an das Amt Höchst ab. Die Veränderungen führten dazu, dass im Jahr 1813 noch 48 Ämter existieren, wobei das Amt Höchst dem Regierungsbezirk Wiesbaden als Mittelbehörde zugewiesen war. Das Amt Höchst bestand jetzt aus: den Kirchspiele Höchst mit Zeilsheim, Schwanheim, Sindlingen, Sossenheim mit Nied und Griesheim, Hattersheim, Hofheim, Kriftel, Marxheim, Münster (ohne Hornau und Kelkheim), Oberliederbach, Okriftel, Eddersheim und Flörsheim.
Amt Höchst ab 1816
Nach den Befreiungskriegen wurde Deutschland und damit auch Nassau abermals neu geordnet. Im Wiener Kongress wurden 1816 darüber hinaus umfangreiche Gebietstausche mit Preußen und kleinere mit dem Kurfürstentum Hessen und dem Großherzogtum Hessen vereinbart. Danach war das Amt Höchst eines von 28 Ämtern im Herzogtum Nassau, die am 1. Juli 1816 zum Zwecke der lokalen Verwaltung geschaffen wurden. An der Spitze des Amtes stand als örtlicher Statthalter des Herzogs ein Amtmann. Die mittlere Verwaltungsebene der Regierungen wurde abgeschafft.
Da Amt Höchst wurde erweitert und es gehörten im nun folgende 19 Ortschaften an:
- die ehemals Kurmainzischen Orte des Kurfürstentums: Höchst am Main, Eschborn, Griesheim, Harheim, Hattersheim am Main, Hofheim am Taunus, Kriftel, Münster, Nied, Schwanheim, Sindlingen, Sossenheim und der Dompropstei: Heddernheim.
- die ehemals Hessen-Darmstädtischen Orte: Oberliederbach und Unterliederbach.
- der ehemals Isenburg-Büdingensche Ort: Okriftel.
- die ehemaligen Reichsdörfer: Soden und Sulzbach.
- die ehemals reichsritterschaftliche Ort: Niederhofheim.

Der Staats- und Adreß-Handbuch des Herzogthums Nassau 1822/23 gibt folgendes an:
1. Flächen: 32.948 Steuernormalmorgen (wobei ein Morgen 2500 m² entsprechen), mit 191 Morgen Gebäudestellen, 350 Morgen Gartenland, 32.914 Morgen Ackerland, 2945 Morgen Wiesen, 81 Morgen Weinberge, 3 Morgen Weiher, 2006 Morgen Hochwald, 2070 Morgen Niederwald, 536 Morgen Trieschland (abwechselnde 3- bis 5-jährige Acker- und 10- bis 20-jährige Wiesennutzung), Weideplätze etc., 752 Morgen nicht besteuerte Liegenschaften.
2. Gemeinden: 20 Gemeindebezirke bestehend aus 2 Städten, 2 Flecken, 16 Dörfern und 34 Hőfen und Mühlen.
3. Bevölkerung: 12.216 Einwohner in 2721 Familien, davon 3709 evangelisch christliche, 7922 Katholiken, 19 Mennoniten und 566 Juden.
4. Viehstand: 769 Pferde, 5 Esel und Maulesel, 4642 Stück Rindvieh, 3750 Schafe, 3397 Schweine, 201 Ziegen und 560 Bienenstöcke.
5. Einfacher Jahressteuersatz (Steuersimplus, kann auch mehrfach erhoben werden): 40.686 fl. 10 kr.
6. Amtsgemeinden:
  1. Höchst, Stadt: 1516 Einwohner in 330 Familien; „Amtssitz, die von Bassenheimische-, Main-, Stein- und Schleifmühle.“
  2. Eschborn: 576 Einwohner in 130 Familien; „Hof Gespizt, eine Mühle.“
  3. Griesheim: 345 Einwohner in 66 Familien.
  4. Harheim: 494 Einwohner in 136 Familien; „Ober- und Untermühle.“
  5. Hattersheim, Flecken: 647 Einwohner in 120 Familien; „die Cronenberger Mühlen, die Engels-, Altmünsterer-, Nonnen- und Urbans-Mühle.“
  6. Heddernheim, Flecken: 1179 Einwohner in 290 Familien; „die Kalt- und Sandelmühle.“
  7. Hofheim, Stadt: 1402 Einwohner in 301 Familien; „Hof Hausen vor der Sonne, Atzmühle des C.J. Dresde, Atzmühle des N. Belz, Wiessen-m Eisenhammer- mit Oel-Mühle, Unter- und Ober-Mühle, Ziegelhütte.“
  8. Kriftel: 480 Einwohner in 104 Familien; „eine Mühle, 2 Papiermühlen.“
  9. Münster: 414 Einwohner in 100 Familien; „eine Mühle, 2 Ziegelhütten.“
  10. Nied: 368 Einwohner in 89 Familien.
  11. Niederhofheim: 303 Einwohner in 70 Familien; „eine Mühle.“
  12. Oberliederbach: 298 Einwohner in 54 Familien; „Obere- und Untere- mit Oelmühle.“
  13. Okriftel: 303 Einwohner in 60 Familien; „Bann-Mühle.“
  14. Schwanheim: 781 Einwohner in 187 Familien; „Wiesenhof mit einer Salmiak-Fabrik, Goldsteiner Hof, Schwanheimer Mühle.“
  15. Sindlingen: 634 Einwohner in 145 Familien.
  16. Soden: 518 Einwohner in 120 Familien; „Mineralquelle.“
  17. Sossenheim: 527 Einwohner in 119 Familien; „Bassenheimische Mühle.“
  18. Sulzbach: 543 Einwohner in 126 Familien; „eine Mühle.“
  19. Unterliederbach: 391 Einwohner in 86 Familien; „eine Mühle.“
  20. Zeilsheim: 397 Einwohner in 78 Familien.

Im Jahr 1836 wurde das Amt Höchst wie folgt beschrieben:

„Das Amt Höchst, von den 46.038 Morgen dieses Amtes sind 280 Morgen Gebäudestellen, 297 Morgen Gärten, 33.710 Morgen Ackerland, 4.061 Morgen Wiesen, 118 Morgen Weinberge, 4 Morgen Weiher, 5.912 Morgen Waldungen, 537 Morgen Dreschland und Waiden, 1.119 Morgen nicht besteuerte Liegenschaften. Unter den 14.132 Einwohnern sind 4.387 Evangelische, 9.112 Katholiken, 23 Mennoniten und 610 Juden. Die Zahl der Wohnhåuser beläuft sich auf 2.064 die der Familien auf 3.299.
   Höchst, unter 26° 12' 30" Länge und 50° 5' 50" Breite, rechts am Maine, auf einer Anhöhe, an der Straße von Frankfurt nach Mainz, nette kleine Stadt, welche ein längliches Viereck bildet, gerade, sich in rechten Winkeln durchschneidende, Straßen, 300 Häuser und 1.920 gewerbsame Einwohner hat.
   Hattersheim. unter 26° 9' Länge und 50° 4' Breite, auf der Straße von Mainz nach Frankfurt, 1⁄4 Meile rechts vom Maine, Flecken mit 740 Einwohnern.
   Heddernheim, Flecken mit einem Kupferhammer, einer Oelfabrik, Pappendeckelfabrik und 1.540 Einwohnern.
   Hofheim, unter 26° 6' 40" Länge und 20° 5' 10" Breite, links am Schwarzbache, 3⁄4 Meilen westwärts von Höchst, ummauerte kleine Stadt mit 250 Häusern und 1.544 Einwohnern.
   Schwanheim, Dorf mit 990 Einwohnern, Salmiakfabrik.“

Der Staats- und Adreß-Handbuch des Herzogthums Nassau. 1847 gibt folgendes an:
1. Flächengehalt: 46.038 Steuernormalmorgen, nämlich 280 M. Gebäudestellen, 207 M. Gartenland, 33710 M. Ackerland, 4061 M. Wiesen, 118 M. Weinberge, 4 M. Weiher, 5912 M. Waldungen, 537 M. Trieschland und Weideplätze etc., 1119 M. nicht besteuerte Liegenschaften.
2. Politische Eintheilung: 120 Gemeindebezirke, bestehend aus 2 Städten, 2 Flecken und 16 Ortschaften mit 8 Höfen und einzelnen Wohnhäusern, 28 Mühlen, einem Kupferhammer und 3 Ziegelhütten.
3. Bevölkerung: 4110 Familien in 2386 Wohnhäusern und 17.801 Einwohner, nämlich 5692 evangelisch-christliche, 11457 Katholiken, 13 Mennoniten und 639 Juden.
4. Viehbestand: 829 Pferde, 17 Esel, 5441 Stück Rindvieh, 3435 Schaafe, 5381 Schweine, 977 Ziegen und 468 Bienenstöcke.
5. Gewerbe: 64 Bäcker, 2 Backofenmacher, 13 Bader, 9 Bierbrauer, 8 Bildhauer und Vergolder, 4 Blechschmiede, 71 Branntweinbrenner, 3 Buchbinder, 4 Drechsler, ein Eisenhammer, ein Erziehungs- und Lehrinstitut, 1 Essigsieder, 9 Fabriken und Manufakturen, 16 Fischer, ein Friseur, 13 Glaser, 46 Grobschmiede, 1403 Gutsbesitzer, 2 Gypsmühlen, 5 Häfner, 3 Hanfreibmühlen, 3 Hutmacher, 5 Kalkbrenner, 85 Klein- und Großhändler, 66 Kleinkrämer, 2 Knopfmacher, ein Konditor, 24 Korbmacher, 17 Küfer, 51 Leinenweber, 3 Lohgerber, eine Lohmühle, 13 Makler, 29 Mahlmühlen, 40 Maurer, 46 Metzger, 4 Mühlärzte, 3 Musikanten, 3 Nagelschmiede, 7 Oelmühlen, 2 Pflasterer, 14 Pferdeverleiher und Hauderer, ein Putzmacherin, 1 Regenschirmfabrikant, 10 Sattler, ein Scheerenschleifer, 8 Schieferdecker, 7 Schiffer, 16 Schlosser, 113 Schneider, 1 Schön- und Blaufärber, ein Schornsteinfeger, 66 Schreiner, 160 Schuhmacher, 2 Seifensieder und Lichterzieher, 2 Seiler, 4 Spediteure, 703 Taglöhner, 12 Tüncher und Weißbinder, 5 Uhrmacher, 40 Wagner, 3 Weingutsbesitzer, 128 Wirthe, 6 Ziegelbrenner, 17 Zimmerleute etc.
6. Betrag eines Steuersimplums: 12.803 fl. 45 kr., nämlich 8416 fl. 43 kr. Grund-, 1245 fl. 40 kr. Gebäude- und 3141 fl. 22 kr. Gewerbsteuer.
7. Amtmann: Justizrath Christian Friedrich Magdeburg.

Nach der Märzrevolution 1848 wurde die Verwaltung neu geordnet. Mit Gesetz vom 4. April 1849 wurden in Nassau Verwaltung und Rechtsprechung auf unterer Ebene getrennt. Die Reform trat zum 1. Juli 1849 in Kraft. Für die Verwaltung wurden 10 Kreisämter gebildet, die Ämter als Justizämter (also Gerichte der ersten Instanz) weitergeführt. Die Verwaltungsaufgaben des Amtes Höchst wurden vom Kreisamt Höchst wahrgenommen, die Rechtsprechung vom Justizamt Höchst. Die Reform wurde jedoch bereits am 1. Oktober 1854 wieder rückgängig gemacht, die Kreise wieder abgeschafft und die vorigen Ämter wiederhergestellt.
Kurz vor der Annektierung durch Preußen gibt des Staats- und Adreß-Handbuch des Herzogthums Nassau. 1866 folgendes an:
1. Flächengehalt: 47.043 Morgen, nämlich: 394 M. Gebäudestellen, 313 M. Gartenland, 33665 M. Ackerland, 4211 M Wiesen, 118 M. Weinberge, 6512 M Waldungen, 510 M. Trieschland und Weideplätze etc., 1320 M: nicht besteuerte Liegenschaften.
2. Politische Eintheilung: 20 Gemeindebezirke, bestehend aus 2 Städten, 2 Flecken und 16 Ortſchaften, mit 8 Höfen und einzelnen Wohnhäusern, 35 Mühlen, 14 Fabriken, einem Kupferhammer, einem Hochofen und 6 Ziegelhütten.
3. Bevölkerung, nach der Zählung am Schlüsse des Jahres 1865: 4945 Familien in 2871 Wohnhäusern, und 21.483 Einwohner, nämlich: 7220 evangelisch-christliche, 13729 Katholiken, 2 Deutschkatholiken, 2 Mennoniten und 530 Juden.
4. Viehstand: 966 Pferde, 13 Esel, 5009 Stück Rindvieh, 2491 Schaafe, 4388 Schweine, 1757 Ziegen und 552 Bienenstöcke.
5. Gewerbe: 2 Backofenmacher, 22 Backsteinbrenner, 12 Bader, 72 Bäcker, 4 Bierbrauer, 7 Bildhauer und Vergolder, 3 Blechschmiede, 2 Branntweinbrenner, 3 Buchbinder, ein Buchdrucker, ein Büchsenmacher, 8 Bürstenbinder, 3 Cigarrenmacher, ein Destilateur, 12 Drechsler, 1 Erziehungs- und Lehrinstitut, 14 Fabriken und Manufacturen, ein Farbholzmühle, ein Feuerwerker, 111 Fischer, ein Friseur, ein Fournirschneidmühle, 11 Glaser, 43 Grobschmiede, 1921 Gutsbesitzer, 4 Gypsmüller, 4 Häfner, 3 Hutmacher, 2 Kalkbrenner, 75 Klein- und Großhändler, 75 Kleinkrämer, 4 Konditoren, 22 Korbmacher, 15 Küfer, ein Kupferhammer, 2 Lackirer, 24 Leinenweber, 4 Lohgerber, 26 Makler, 33 Mahlmüller, 45 Maurer, 1 Messinggießer, 55 Metzger, ein Messerschmied, 1 Mechanikus, 2 Mühlärzte, 3 Musikanten, 5 Nagelschmiede, ein Nudelmacher, 7 Oelmüller, 2 Papierfabrikanten, 4 Pflasterer, 18 Pferdeverleiher und Hauderer, 1 Photograph, 8 Putzmacherinnen, 11 Sattler, 2 Scheerenschleifer, 6 Schieferdecker, 3 Schiffer, 16 Schlosser, 111 Schneider, 2 Schön- und Blaufärber, 1 Schornsteinfeger, 87 Schreiner, 200 Schuhmacher, 2 Seifensieder und Lichterzieher, 3 Seiler, 1 Steindrucker, 825 Taglöhner, 19 Tüncher und Weißbinder, 8 Vergolder, 4 Uhrmacher, 43 Wagner, 40 Weingutsbesitzer, 105 Wirthe, 6 Ziegelbrenner, 20 Zimmerleute etc.
6. Betrag eines Steuersimplums: 13.855 fl. 9 kr., nämlich: 9875 fl. 78 kr. Grund- und Gebäudesteuer und 3999 fl. 21 kr. Gewerbsteuer.
7. Amtmann: Geheimer Regierungsrath Friedrich Halbey.
8. Amtsortschaften:

| Amtsgemeinde | Fam- ilien | Ein- wohner |   |
| --- | ---------- | ----------- | - |
| 1. Höchst, Stadt und Amtssitz, die Main-, Stein- und Schleifmühle, eine Gyps- und Marmorbrennerei, eine Sodafabrik, 2 Champagnerfabriken, eine Roßhaarfabrik, eine Anilinfabrik, ein Hochofen und eine Lohgerberei. | 654        | 2013        |   |
| 2. Eschborn, die Gehspitz (Hof bei Sprendlingen), eine Mühle. | 227        | 829         |   |
| 3. Griesheim, eine Wachstuchfabrik, eine Fabrik chemischer Producte. | 299        | 1429        |   |
| 4. Harheim, die Ober- und Untermühle. | 199        | 812         |   |
| 5. Hattersheim, Flecken, die Cronenbergermühle, die Engel-, Altmünster- und Urbansmühle | 276        | 1015        | - |
| 6. Heddernheim, Flecken, ein Kupferhammer, eine Eisenschleiferei, eine Metallkapselfabrik, ein Druckerschwärzefabrik und eine Bleirohrpreßfabrik.                                                                   | 515        | 2533        |   |
| 7. Hofheim, Stadt, Hof Hausen vor der Sonne, Krebsmühle, Wiesenmühle, Atzmühle, Hammermühle, Ober- und Untermühle, Burkard'sche Lohmühle, eine weitere Mühle und zwei Ziegelbrennereien.                            | 491        | 1957        |   |
| 8. Kriftel, zwei Mahl- und zwei Papiermühlen, eine Farbholzmühle, eine Fournirschneidmühle. | 118        | 664         |   |
| 9. Münster, eine Mühle, 4 Ziegelhüiten. | 126        | 623         |   |
| 10. Nied, Schwefelbrunnen. | 203        | 817         |   |
| 11. Niederhofheim, eine Mühle. | 79         | 356         |   |
| 12. Oberliederbach, die obere und untere Mahl- und eine Oelmühle. | 83         | 325         |   |
| 13. Okriftel, die Bonnenmühle. | 108        | 507         |   |
| 14. Schwanheim, Wiesenhof mit dem Landhause, die Waldau genannt, Goldfteinerhof, Schwanheimermühle, Saueracker'sche Salmiakfabrik, Jägerhaus, eine Ziegelhütte.                                                     | 437        | 1835        |   |
| 15. Sindlingen. | 225        | 900         |   |
| 16. Soden, Mineralquellen, Salzquellen und Bäder, eine Mühle. | 280        | 1263        |   |
| 17. Sossenheim, die Bassenheimische Mühle. | 230        | 1009        |   |
| 18. Sulzbach, eine Mühle. | 163        | 669         |   |
| 19. Unterliederbach, eine Gyps- und eine Oelmühle, eine Wachstuchfabrik. | 121        | 500         |   |
| 20. Zeilsheim. | 101        | 432         |   |

### Preußen
Mit der Annexion Nassaus durch Preußen werden auch die Ämter in ihrer alten Form aufgelöst und durch Kreise ersetzt. Das Amt Höchst bildet 1867 gemeinsam mit dem Amt Wiesbaden, dem Amt Hochheim und Teilen der freien Reichsstadt Frankfurt und Hessens den Mainkreis. Erst im Rahmen dieser Neuordnung werden Verwaltung und Rechtsprechung getrennt. Für die Rechtsprechung in erster Instanz, die bisher durch das Amt vorgenommen wurde, wurde, zunächst die richterlichen Beamte in den Ämtern zuständig und zum 1. September 1867 das Amtsgericht Höchst gebildet. Als am 1. April 1886 die neue Kreisordnung der Provinz Hessen-Nassau in Kraft trat, wurde das Amt dem neu geschaffenen Landkreis Höchst zugeordnet.
Aber auch nach der Kreisgründung bleibt die bisherige Amtsstruktur erhalten. Die Königliche Verordnung vom 22. Februar 1867 regelte, dass „die Amtsbezirke als engere Verwaltungsbezirke in ihrer bisherigen Begrenzung bestehen“ bleiben. Die ehemaligen Ämter bilden die drei Bezirke des Kreises. Gemäß § 13 der Kreisverfassung entsendeten die Bezirke also die ehemaligen Ämter jeweils sechs Vertreter in den neuen Kreistag. Der Amtmann hatte die Aufsicht über die Ortspolizei und Organ des Landrates.
Mit der Verwaltungsreform von 1885/1886 wurden die Ämter endgültig aufgelöst.

## Amtmänner
Folgende Amtmänner waren in Höchst tätig:
Amtmänner:
- Henne Klüppel (1481)
- Philipp von Hattstein (1494–1515)
- Johann von Hattstein (1515–1540)
- Martin von Heusenstamm (1544)
- Christoph von Hattstein (1547)
- Philipp von Reifenberg (–1548)
- Martin von Heusenstamm (1548–)
- Wolf von Hattstein (1548)
- Hartmut XIII. von Cronberg (1556–1557)
- Franz von Cronberg (1575–)

Oberamtmänner:
- Hartmut XIII. von Cronberg -1591
- Franz I. von Cronberg (1591–1605)
- Hartmut XIV. von Cronberg (1605–1606)
- Hans Georg von Cronberg (1606–1608)
- Franz von Rodenstein (1608–1618)
- Johann Philipp von Katzenellbogen (1618–1628)
- Johann von Frankenstein (1628–1632)
- Arnold von Sennheim (1632–1635)
- Wolfgang (Wolf) Hartmann von Dalberg (1636–1652)
- Johann Christoph von Boineburg (1652–1666)
- Friedrich Dietrich von Dalberg (1666 bis etwa 1684)
- Philipp Adam von Dienheim d. Ä. (1693–1720), Oberamtmann, S. 69
- Philipp Adam von Dienheim d. J. (1720–1729), Oberamtmann, S. 79
- Philipp Karl Graf von Stadion (1729–1743)
- Johann Georg Nepomuk von Stadion (1743–1783)
- Franz Karl von Forstmeister (1783–1787)
- Ludwig Christian Anton von Fechenbach (1787–1794)
- Hofgerichtsrat Wallau (1794–1802)[15]

Nassauische Amtmänner:
- 1816–1820 Johann Wilhelm Salentin Müller
- 1821–1830 Kaspar Hendel
- 1830–1841 Johann Friedrich Schapper
- 1841–1848 Christian Friedrich Magdeburg
- 1848–1849 Wilhelm Dilthey
- 1854–1856 Heinrich Freiherr von Wintzingerode
- 1856–1867 Johann Friedrich Halbey
- (1867)1868–1879 Karl Schellenberg
- 1879–1886 Adolph Carl Wilhelm Habel